# Danh Tùng
Danh Tùng (sinh ngày 6 tháng 11 năm 1984 tại Hà Nội) là một nam diễn viên, biên tập viên và MC người Việt Nam. Anh được biết đến nhiều qua vai trò là một MC của các chương trình giải trí như Hành khách cuối cùng, Chắp cánh thương hiệu. Anh còn được biết khi là đồng dẫn ăn ý với MC Tuấn Tú.

## Tiểu sử
Danh Tùng tên khai sinh là Nguyễn Danh Tùng, sinh ngày 6 tháng 11 năm 1984 tại Hà Nội, có bố sinh năm 1956 và mẹ sinh năm 1958. Anh từng tốt nghiệp ngành CNTT tại Ấn Độ năm 2006.

## Sự nghiệp
Danh Tùng làm việc tại VTV, anh từng dẫn dắt chương trình cho nhiều chương trình giải trí, trong đó có thể kể đến như: Hành khách cuối cùng, Chắp cánh thương hiệu, Song ca cùng thần tượng, Chiếc nón kỳ diệu, Sáng tạo Việt, 72 giờ: Thách thức sức bền, The Next Iron Chef Vietnam - Tìm kiếm Siêu đầu bếp.
Năm 2008, đạo diễn Bùi Huy Thuần đến Câu lạc bộ Diễn viên truyền hình trẻ của VFC tuyển diễn viên phụ cho bộ phim Những cánh hoa bay; ông cho biết đang chủ tìm MC Danh Tùng để vài nhân vật chính, và tình cờ anh ấy đang hoạt động tại Câu lạc bộ này. Sau đó, hai người còn hợp tác với bộ phim Con đường hạnh phúc, Danh Tùng còn được nhiều đạo diễn mời đóng chinh trong một số phim truyền hình khác. Sau khi hoàn thành bộ phim Ba đám cưới một đời chồng năm 2013, anh tạm ngừng công việc diễn viên để tập trung hoàn thành khóa học Thạc sĩ luật hành chính tại Học viện Khoa học xã hội. Năm 2016, anh đã bất ngờ trở lại phim trường với bộ phim Gia phả của đất.
Anh đã bắt đầu con đường sự nghiệp dẫn chương trình vào năm 2006 khi đăng kí thi tuyển MC cho kênh VTV2, VTV6 nhưng phải đến khi dẫn dắt chương trình Hành khách cuối cùng trên VTV3, anh mới ghi dấu ấn sâu đậm với khán giả. Thời gian tham gia dẫn chương trình, anh đồng thời bén duyên với nghệ thuật thứ bảy. Sau đó anh đảm nhận dẫn dắt gameshow Chiếc nón kỳ diệu từ đầu năm Giáp Ngọ 2014 cho đến hết cuối năm 2015. Năm 2015, anh chuyển sang công tác tại Ban Văn nghệ của Đài Truyền hình Việt Nam, nhưng anh vẫn tham gia dẫn dắt một số chương trình của VTV3 cho đến hết ngày 21/2/2016.
Bộ phim ca nhạc "Bình minh cuối con đường" do MC Danh Tùng và ca sĩ Lương Nguyệt Anh đóng vai chính đã giành giải Vàng tại Liên hoan Truyền hình toàn quốc lần thứ 38.

## Phim truyền hình
| Năm  | Tựa phim                  | Vai diễn  | Đạo diễn                        | Kênh       | Ghi chú            |
| ---- | ------------------------- | --------- | ------------------------------- | ---------- | ------------------ |
| 2008 | Những cánh hoa bay        | Khoa      | Bùi Huy Thuần                   | VTV3       | Vai chính          |
| 2008 | Con đường hạnh phúc       | Cường     | Bùi Huy Thuần                   | Let's Viet |                    |
| 2010 | Bà nội không ăn Pizza     | Tuấn Tú   | Nguyễn Khải Anh - Bùi Tiến Huy  | VTV3       | [ 6 ]              |
| 2011 | Mày râu làm vợ            | Bách      | Nguyễn Mạnh Hà                  | HTV9       |                    |
| 2011 | Xin thề anh nói thật      | Phan Vũ   | Phi Tiến Sơn - Nguyễn Hữu Trọng | VTV1       |                    |
| 2011 | Làm bố thật tuyệt         | Bách Tùng | Nguyễn Mạnh Hà                  | VTV3       |                    |
| 2012 | Ba đám cưới một đời chồng | Nam Trung | Nguyễn Khải Anh                 | VTV3       |                    |
| 2016 | Gia phả của đất           | Trần Danh | Trần Quốc Trọng                 | VTV1       | [ 7 ]              |
| 2017 | Sống chung với mẹ chồng   | Tùng      | Vũ Trường Khoa                  | VTV1       |                    |
| 2017 | Ghét thì yêu thôi         | Ca        | Trịnh Lê Phong                  | VTV3       | [ 8 ] [ 9 ] [ 10 ] |
| 2018 | Bình minh cuối con đường  | Tùng      | Phú Trần                        | VTV        | Phim ca nhạc       |
| 2019 | Những nhân viên gương mẫu | Tài       | Vũ Trường Khoa - Lê Mạnh        | VTV1       |                    |

### Lồng tiếng
- Nhân vật Huy (Hồng Đăng/Phạm Anh Tuấn)[12] trong Zippo, mù tạt và em
- Nhân vật Hiệp (Phạm Anh Tuấn): Phim Ngược chiều nước mắt
- Nhân vật Linh (Nguyễn Bình An): Phim Tình khúc bạch dương

## Giải thưởng và đề cử
- Vòng đề cử hạng mục Dẫn chương trình ấn tượng của VTV Awards 2018.[13]